# Diviziunea North Bank
Diviziunea North Bank este una dintre cele 6 unități administrativ-teritoriale de gradul I ale statului Gambia. Reședința sa este orașul Kerewan.

## Districte
Este împărțită în 6 districte:
- Central Baddibu
- Jokadu
- Lower Baddibu
- Lower Niumi
- Upper Baddibu
- Upper Niumi